# Zeche Sybilla (Witten)
Die Zeche Sybilla ist ein ehemaliges Steinkohlenbergwerk im Wittener Ortsteil Vormholz. Das Bergwerk war auch unter den Namen Zeche Sibylla, Zeche Sybille, Zeche Sybilla Gerichts Herbede und Zeche Sybelle bekannt.

## Bergwerksgeschichte
Wann das Bergwerk zum ersten Mal verliehen wurde, geht aus den Unterlagen nicht hervor. Im Jahr 1737 war das Bergwerk nachweislich in Betrieb. Am 9. Januar 1750 wurde die Zeche St. Anna gemutet, die nur wenige Jahre mit einem Förderschacht in Betrieb war. In den Jahren 1754 und 1755 lag die Zeche Sybilla in Fristen, Grund hierfür war, dass das Bergwerk auf einen tiefen Stollen warten musste. Kurze Zeit später wurde das Bergwerk wieder in Betrieb genommen. Am 13. November 1765 wurde eine erneute Mutung für ein Grubenfeld eingelegt. Dieses gemutete Grubenfeld befand sich direkt neben dem Feld der Zeche Anna. Nach der Mutung wurde das Grubenfeld vermessen. Im Jahr 1769 war das Bergwerk in Betrieb. Die Betriebsanlagen befanden sich an der heutigen Vormholzer Straße, südöstlich der Reithalle. Am 8. April 1772 wurde eine Längenfelderweiterung unter dem Namen St. Anna & Sybilla verliehen. In den Jahren 1854 bis 1865 war das Bergwerk in Betrieb. Im Jahr 1855 wurde das Bergwerk durch den St. Johannes Erbstollen gelöst. Im Jahr 1867 wurde oberhalb der Erbstollensohle des St. Johannes Erbstollen abgebaut. Die abgebauten Kohlen wurden im Schacht Heinrich gefördert. Der Schacht war tonnlägig und hatte eine Teufe von 57 Lachtern. Der Schacht gehörte vorher zur Zeche Stralsund und war mit einem Pferdegöpel ausgerüstet. Im Jahr 1868 wurde der Schacht Heinrich bis ins Niveau der 3. Sohle, die bei einer Teufe von 67 Lachtern lag, tiefer geteuft. Im Jahr 1870 wurde die Zeche Sybilla umbenannt in Zeche St. Anna & Sybilla. Die Umbenennung war aufgrund der Verleihung notwendig geworden und wurde von der Bergbehörde angeordnet.

### St. Anna & Sybilla
Die Zeche St. Anna & Sybilla ist aus der Umbenennung der Zeche Sybilla und der dazugehörigen Längenfelderweiterung St. Anna & Sybilla entstanden. Im Jahr 1870 umfasste die Berechtsame zum Zeitpunkt der Umbenennung ein Längenfeld mit Längenfelderweiterung. Es war der Schacht Heinrich, der mit einem Pferdegöpel ausgerüstet war, in Förderung. Der Schacht hat zu dieser Zeit eine flache Teufe von 67 Lachtern. Im Jahr 1875 wurde der Schacht Heinrich bis auf eine flache Teufe von 173 Metern tiefer geteuft. Trotz dieser Teufe lag der Schachtsumpf vom Niveau noch immer oberhalb der St. Johannes Erbstollensohle. Am 1. August 1878 wurde das Bergwerk stillgelegt. Im darauffolgenden Jahr wechselte der Besitzer des Bergwerks und im Mai wurde das Bergwerk wieder in Betrieb genommen. Am 31. Mai 1880 wurde die Zeche St. Anna & Sybilla erneut stillgelegt. In den Jahren 1906 bis 1913 wurde das Bergwerk durch den Laurentius-Erbstollen gelöst. Im Jahr 1921 wurde das Bergwerk unter dem Namen Zeche Anna & Sybilla wieder in Betrieb genommen.

## Förderung und Belegschaft
Die ersten bekannten Förderzahlen des Bergwerks stammen aus dem Jahr 1867, damals wurden 83.479 Scheffel Steinkohle gefördert. Die ersten bekannten Belegschaftszahlen stammen aus dem Jahr 1869, damals wurden mit 18 Bergleuten 3320 Tonnen Steinkohle gefördert. Im Jahr der Umbenennung in Zeche St. Anna & Sybilla wurden mit 19 Bergleuten 16.505 preußische Tonnen Steinkohle gefördert. Im Jahr 1875 wurden mit 26 Bergleuten 3653 Tonnen Steinkohle gefördert. Im Jahr 1878 förderten neun Bergleute 1159 Tonnen Steinkohle. Die letzten Förder- und Belegschaftszahlen des Bergwerks stammen aus dem Jahr 1879, in dem von sieben Bergleuten 650 Tonnen Steinkohle gefördert wurden.

## Anna & Sybilla
Am 5. April des Jahres 1921 ging das Bergwerk noch einmal in Betrieb. Das Stollenmundloch des Bergwerks, das jetzt unter dem Namen Zeche Anna & Sybilla geführt wurde, lag an der Vormholzer Straße. Das Bergwerk war nur wenige Jahre in Betrieb. Im Jahr 1922 wurden mit 55 Bergleuten 7883 Tonnen Steinkohle gefördert. Dies war auch die maximale Förderung der Zeche Anna & Sybilla. Im Februar des Jahres 1924 wurde die Zeche Anna & Sybilla stillgelegt und im September desselben Jahres wurde die Berechtsame von der Zeche Taugenicht übernommen.